# Hans Unwirth
Hans Unwirth († 1578 in Annaberg) war ein sächsischer Bergbauunternehmer, Reichstagsabgeordneter und Zehntner in der Bergstadt Annaberg im Erzgebirge.

## Leben und Werk
Unwirth war Gewerke und Unternehmer im florierenden Silberbergbau in Annaberg und ist 1540 erstmals als herrschaftlicher Zehnter in dieser Bergstadt nachweisbar. Nachdem Moritz von Sachsen 1547 die Kurwürde übernommen hatte, trat er als Zehntner in dessen Dienste. 
1549 wurde er als Münzsachverständiger Kursachsens auf den Reichstag nach Speyer abgeordnet. In dieser Zeit vertrat ihn als Zehntner in Annaberg Gregor Schulze.
Nach seinem Tod 1578 wurde Hans Unwirth in der St. Annenkirche in Annaberg hinter dem Bergaltar bestattet. Sein Epitaph hat sich bis heute erhalten.